# Luis García Hevia
Luis García Hevia (Santafé, 19 de agosto de 1816-Santafé, 31 de marzo de 1887), también conocido como Evia, fue un pintor y fotógrafo colombiano.
Estudió pintura con Pedro José Figueroa y cuando llegó el daguerrotipo a Colombia fue el primer nativo en emplear esa técnica fotográfica que probablemente aprendió en el taller de John A. Bennet. En 1841 participó con varias pinturas en la Exposición Industrial de Bogotá que tuvo lugar en el Colegio Nacional San Bartolomé; su aportación constaba de dos retratos, un cuadro costumbrista y un busto junto a dos daguerrotipos de tipo experimental, que están considerados como los primeros realizados en Colombia, aunque no se conservan. Ese mismo año pintó su cuadro más conocido: Muerte del General Santander, en el que aparece rodeado por una serie de personajes retratados en torno a su lecho.

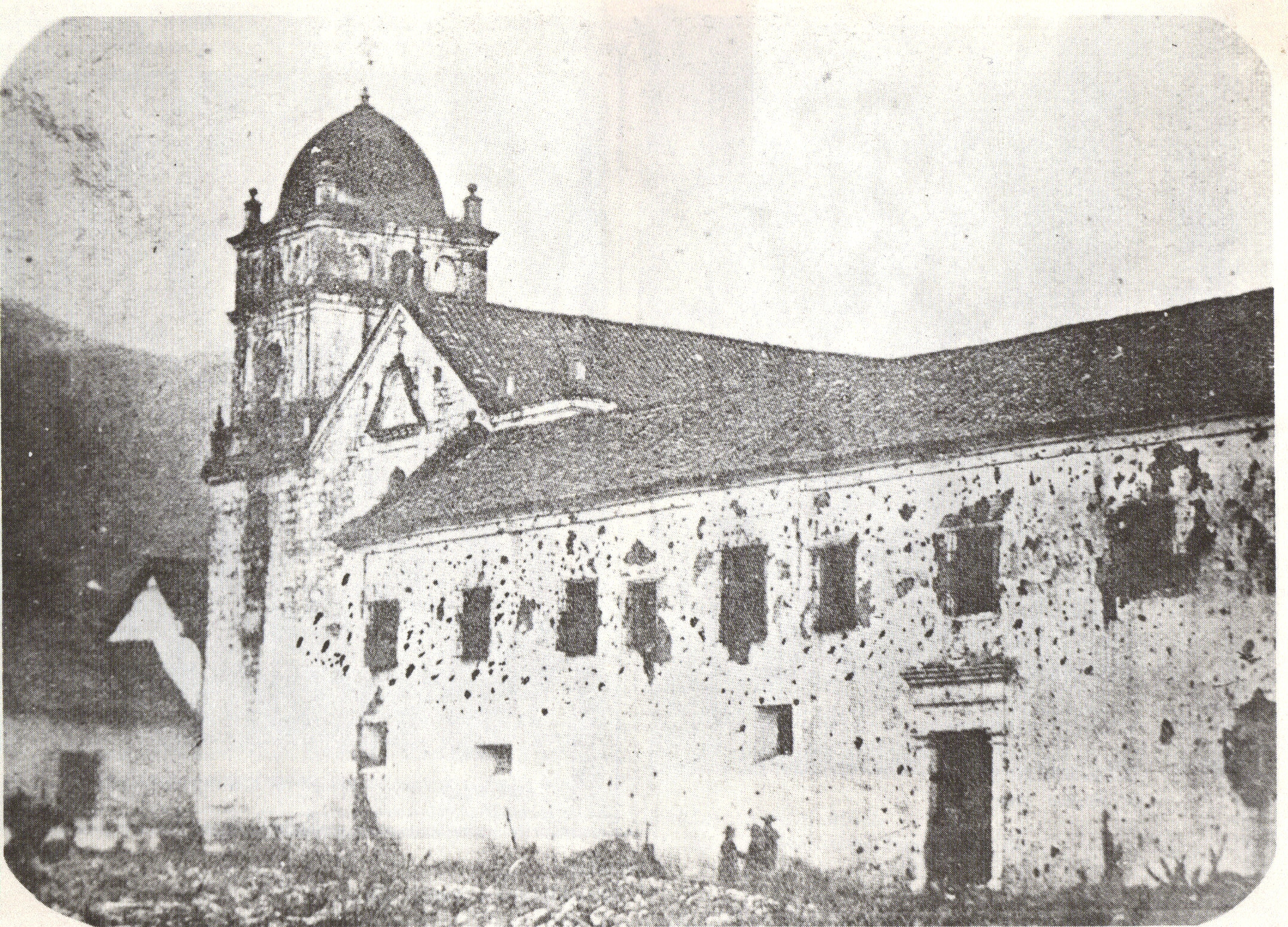
Iglesia de San Agustín en 1860

En 1846 creó la Academia de Dibujo y Pintura junto a otros artistas y fue nombrado como su presidente, en ella conoció a Fermín Isaza al que enseñó la técnica del daguerrotipo. En 1849 ya ofrecía sus servicios como pintor y daguerrotipista en Medellín, con la llegada del ambrotipo y el calotipo incorporó estas técnicas a sus trabajos de retratos. Tras el golpe de Estado realizado por José María Melo contra el general José María Obando, fue desterrado a Bucaramanga donde en 1855 montó un estudio fotográfico con el fin de conseguir ingresos estables. En 1858 fundó la logia "Filantropía Bogotana" y en 1860 intervino en la campaña contra el gobierno de Mariano Ospina Rodríguez al inicio de la guerra civil resultando herido en la cabeza que le provocó una parálisis y como consecuencia de sus secuelas falleció años después. Su trabajo como fotógrafo de guerra le permitió fotografiar las ruinas del Convento de San Agustín tras el ataque del general Leonardo Canal, en la que se considera la primera fotografía revelada sobre papel realizada en Colombia y el primer reportaje fotográfico sobre la guerra. En 1863 se trasladó a vivir a Bogotá.
La última exposición en que participó fue la organizada por Urdaneta el 20 de julio de 1886.

## Galería

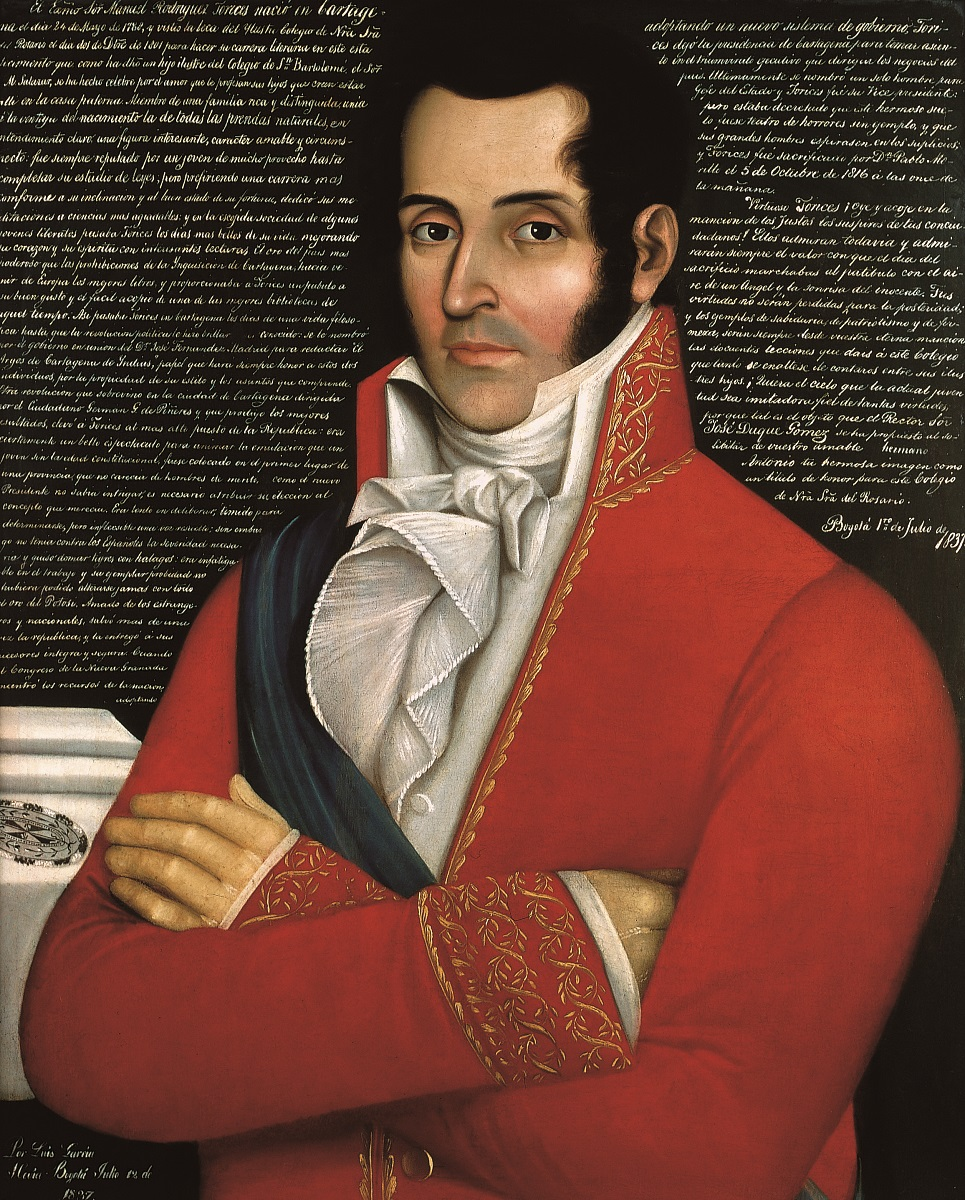
Manuel Rodríguez Torices (1837) Universidad del Rosario.
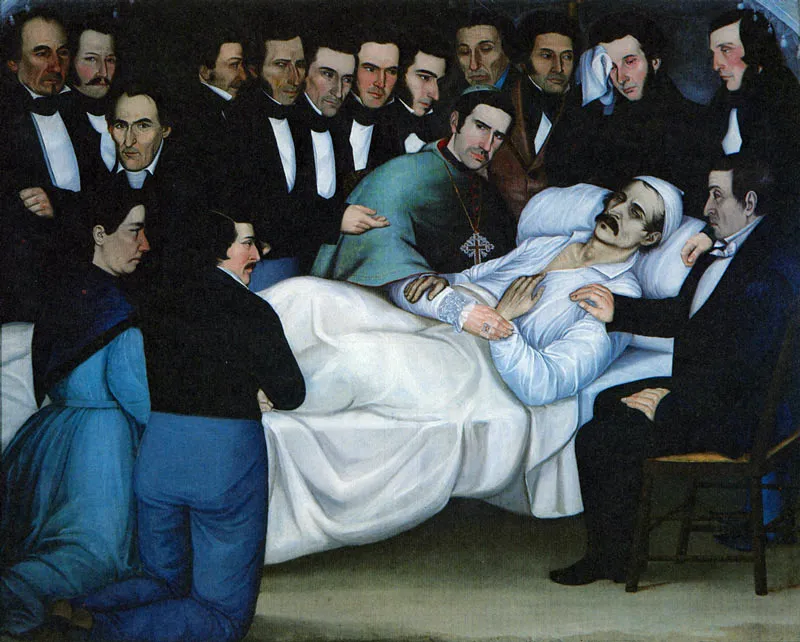
La muerte del general Santander (1841) Museo Nacional de Colombia